# Jesko von Puttkamer

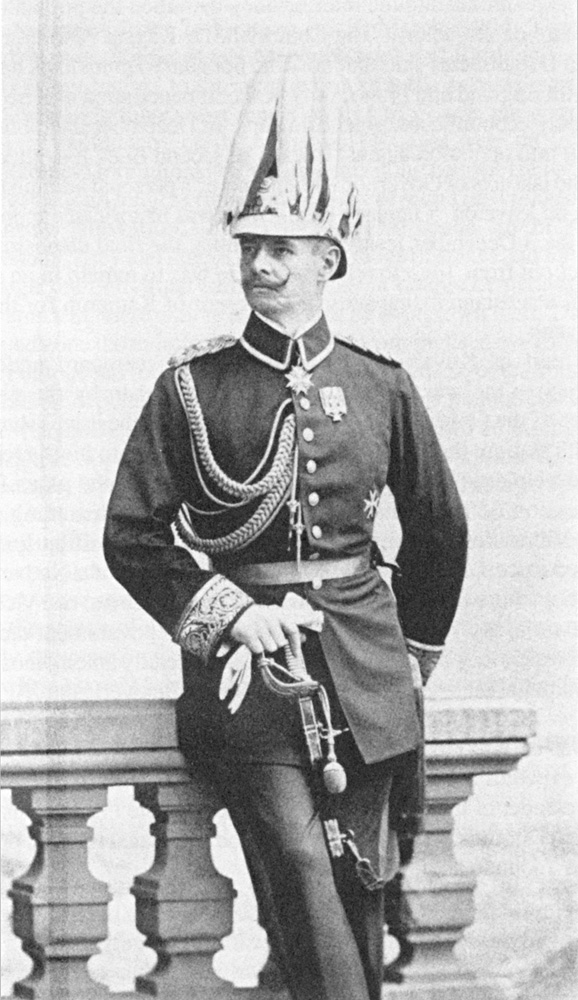
Jesko von Puttkamer

Jesko Albert Eugen von Puttkamer (Berlim, 2 de Julho de 1855 — Berlim, 23 de Janeiro de 1917) foi um administrador colonial alemão, governador de Camarões e comissário imperial da Togolândia.

## Obras
- Gouverneursjahre in Kamerun (Berlim, 1912)